# 7855 Tagore
7855 Tagore este o planetă minoră (asteroid), cu un diametru de 5,668 km, din centura de asteroizi. A fost descoperită pe 16 octombrie 1977 la Observatorul Palomar de Cornelis Johannes van Houten și a fost numită după Rabindranath Tagore. 
Obiectul prezintă o orbită caracterizată de o semiaxă mare de 2,6747241 UAi, o excentricitate de 0,09, o înclinație de 13,15208 ° în raport cu ecliptica.